# Idaea illuminata
Idaea illuminata là một loài bướm đêm trong họ Geometridae.